# Joshua Jackson
Joshua Browning Carter Jackson (Vancouver, 11 giugno 1978) è un attore canadese, noto per i ruoli di Pacey Witter in Dawson's Creek, Peter Bishop in Fringe e Cole Lockhart in The Affair - Una relazione pericolosa.
Jackson ha vinto il Genie Award come migliore interpretazione di un attore in un ruolo da protagonista nel film indipendente canadese One Week.

## Biografia
Nasce a Vancouver, ma cresce a Topanga (California) fino all'età di 8 anni, quando, in seguito alla nascita della sorella Aisleagh, i genitori divorziano. Il nuovo nucleo familiare ridotto, composto da lui, dalla madre Fiona e dalla sorella, Aisleagh, si trasferisce a Seattle e successivamente a Vancouver, dove Joshua consegue il diploma alla Kitsilano Secondary School. Le origini irlandesi della madre hanno probabilmente pesato nella scelta di dargli un'educazione cattolica.
Jackson ha iniziato a recitare in un piccolo ruolo nel film Cuori incrociati nel 1991. L'anno successivo ha interpretato il ruolo di Charlie in una versione musicale di Willie Wonka and the Chocolate Factory. A questo punto, con l'aiuto della direttrice del casting Laura Kennedy, si unì alla William Morris Agency. Poco dopo ottenne il ruolo di Charlie nel film Stoffa da campioni, in cui interpretava un giovane aspirante giocatore di hockey. Joshua Jackson ha interpretato il ruolo di Pacey Witter in Dawson's Creek, in onda sulla rete WB dal 1998 al 2003, insieme a James Van Der Beek, Michelle Williams e Katie Holmes. Mentre lo show era in pausa, è apparso in diversi film tra cui Cruel Intentions (un adattamento yuppie di New York di Les liaisons dangereuses con Sarah Michelle Gellar e Ryan Phillippe), The Skulls, La sicurezza degli oggetti, Vengo a prenderti e un corto cameo nel film Ocean's Eleven - Fate il vostro gioco in cui appare come se stesso in una scena del poker con Brad Pitt, George Clooney e Holly Marie Combs, tra gli altri. Entrerà nel cast del film televisivo The Laramie Project, inoltre reciterà pure in Cursed - Il maleficio, un film di Wes Craven.
Poco dopo la fine di Dawson's Creek nel 2003, Jackson ha recitato nei film accanto a Dennis Hopper (Americano), Harvey Keitel (Ombre nel sole) e Donald Sutherland (Aurora Borealis). Nel 2005 Jackson si è trasferito nel Regno Unito e ha fatto il suo debutto sul palcoscenico nel West End di Londra con Patrick Stewart nella rappresentazione teatrale del film di David Mamet, A Life in the Theatre. Il dramma fu un successo critico e popolare, e andò avanti da febbraio ad aprile di quell'anno. Il suo successivo ruolo cinematografico è stato in Bobby, diretto da Emilio Estevez, co-protagonista di Jackson in The Mighty Ducks. Ha interpretato un ruolo da protagonista in Ombra dal passato, un remake americano di un film horror thailandese con lo stesso nome. Ha recitato ed è stato produttore esecutivo nel film indipendente canadese One Week, inaugurato il 6 marzo 2009.
Dal 2008 al 2013 interpreta Peter Bishop, protagonista della serie tv del genere sci-fi Fringe, insieme ad Anna Torv (Olivia Dunham) e John Noble (Walter Bishop). Il 12 aprile 2010 ha vinto il 30º premio annuale Genie Awards nella categoria Miglior attore per l'interpretazione in One Week. Recita nel 2012 insieme a Rebecca Hall e Bruce Willis nel film Una ragazza a Las Vegas; a partire dal 2014 diventa uno dei protagonisti della serie Showtime The Affair - Una relazione pericolosa, recitando nel ruolo di Cole Lockhart fino al 2018. Nel 2020 recita nel ruolo dell'avvocato Bill Richardson nella miniserie Tanti piccoli fuochi ispirata all'omonimo romanzo. Ricoprirà il ruolo di Christopher Duntsch come protagonista di Dr. Death.

### Vita privata
Dal 1997 al 1998 ha avuto una relazione con la collega Katie Holmes. Nel 2006 si fidanza con l'attrice tedesca Diane Kruger, dalla quale si separa nel 2016. Dal 2018 ha una relazione con l'attrice e modella anglo-giamaicana Jodie Turner-Smith, che sposa nel dicembre 2019 e da cui ha avuto una figlia, Juno Rose Diana Jackson, nell'aprile 2020. A inizio ottobre 2023 la coppia annuncia il divorzio dopo 4 anni di matrimonio. L'attore ha, poi, avuto una relazione con Lupita Nyong'o, resa nota nel marzo del 2024 per poi terminare nel mese di ottobre dello stesso anno. La conferma della rottura è arrivata direttamente dall'attrice.

## Filmografia

### Attore

#### Cinema
- Cuori incrociati (Crooked Hearts), regia di Michael Bortman (1991)
- Stoffa da campioni (The Mighty Ducks), regia di Stephen Herek (1992)
- Digger, regia di Rob Turner (1993)
- Piccoli grandi eroi (D2: The Mighty Ducks), regia di Sam Weisman (1994)
- André - Un amico con le pinne (Andre), regia di George Miller (1994)
- Magia nel lago (Magic in the Water), regia di Rick Stevenson (1995)
- Ducks - Una squadra a tutto ghiaccio (D3: The Mighty Ducks), regia di Robert Lieberman (1996)
- Scream 2, regia di Wes Craven (1997)
- The Battery, regia di Robert Duncan McNeill - cortometraggio (1998)
- L'allievo (Apt Pupil), regia di Bryan Singer (1998)
- Urban Legend, regia di Jamie Blanks (1998)
- Cruel Intentions - Prima regola non innamorarsi (Cruel Intentions), regia di Roger Kumble (1999)
- I Muppets venuti dallo spazio (Muppets from Space), regia di Tim Hill (1999)
- The Skulls - I teschi (The Skulls), regia di Rob Cohen (2000)
- Gossip, regia di Davis Guggenheim (2000)
- La sicurezza degli oggetti (The Safety of Objects), regia di Rose Troche (2001)
- Ocean's Eleven - Fate il vostro gioco (Ocean's Eleven), regia di Steven Soderbergh (2001) - se stesso
- Stella solitaria (Lone Star State of Mind), regia di David Semel (2002)
- I Love Your Work - Il successo uccide, regia di Adam Goldberg (2003)
- Americano, regia di Kevin Noland (2005)
- Cursed - Il maleficio (Cursed), regia di Wes Craven (2005)
- Aurora Borealis, regia di James C.E. Burke (2005)
- Vengo a prenderti (The Shadow Dancer), regia di Brad Mirman (2005)
- Bobby, regia di Emilio Estevez (2006)
- Battle in Seattle - Nessuno li può fermare (Battle in Seattle), regia di Stuart Townsend (2007)
- Ombre dal passato (Shutter), regia di Masayuki Ochiai (2008)
- One Week, regia di Michael McGowan (2008)
- Una ragazza a Las Vegas (Lay the Favorite), regia di Stephen Frears (2012)
- Intrigo a Damasco (Inescapable), regia di Ruba Nadda (2012)
- Sky, regia di Fabienne Berthaud (2015)
- Karate Kid: Legends, regia di Jonathan Entwistle (2025)

#### Televisione
- Payoff, regia di Stuart Cooper - film TV (1991)
- Robin Hood in Internet (Robin of Locksley), regia di Michael Kennedy - film TV (1996)
- Champs - serie TV, episodi 1x02-1x04 (1996)
- Ronnie & Julie, regia di Philip Spink - film TV (1997)
- Innocenti evasioni (On the Edge of Innocence), regia di Peter Werner - film TV (1997)
- Oltre i limiti (The Outer Limits) - serie TV, episodio 3x14 (1997)
- Dawson's Creek - serie TV, 124 episodi (1998-2003)
- The Laramie Project – film TV, regia di Moisés Kaufman (2002)
- Capitol Law, regia di Danny Cannon - episodio pilota scartato (2006)
- Fringe - serie TV, 96 episodi (2008-2013) - Peter Bishop
- The Affair - Una relazione pericolosa (The Affair) – serie TV, 29 episodi (2014-2018)
- Unbreakable Kimmy Schmidt - serie TV, episodio 2x08 (2016)
- When They See Us - miniserie TV, episodio 1x02 (2019)
- Tanti piccoli fuochi (Little Fires Everywhere) - miniserie TV, 7 episodi (2020)
- Dr. Death - miniserie TV, 8 episodi (2021)
- Amend: Alla conquista della libertà (Amend: The Fight for America) – documentario, 6 episodi (2021)
- Attrazione fatale (Fatal Attraction) - serie TV, 8 episodi (2023)
- Doctor Odyssey - serie TV, 18 episodi (2024-2025)

### Regista
- Dawson's Creek, serie TV, episodio 6x19 (2003)

### Produttore
- One Week (2008)

## Doppiatori italiani
Nelle versioni in italiano delle opere in cui ha recitato, Joshua Jackson è stato doppiato da:
- Nanni Baldini in Dawson's Creek, Gossip, Ocean's Eleven - Fate il vostro gioco, La sicurezza degli oggetti, The Affair - Una relazione pericolosa, Dr. Death, Doctor Odyssey
- Fabrizio Manfredi in Magia nel lago, Cruel Intentions - Prima regola non innamorarsi, Ducks - Una squadra a tutto ghiaccio, The Skulls - I teschi, Fringe
- Riccardo Rossi in Urban Legend, Ombre dal passato, Oltre i limiti, Tanti piccoli fuochi, Karate Kid: Legends
- Francesco Pezzulli in Vengo a prenderti, Ronnie & Julie, Una ragazza a Las Vegas
- Ilaria Stagni in Stoffa da campioni
- Federica De Bortoli in Piccoli grandi eroi
- Simone Crisari in André - Un amico con le pinne
- Davide Lepore ne L'allievo
- Omar Vitelli in Cruel intentions - Prima regola non innamorarsi (ridoppiaggio)
- Simone D'Andrea in Cursed - Il maleficio
- Vittorio De Angelis in Bobby
- Raffaele Carpentieri in Intrigo a Damasco
- Giunluca Cortesi in Unbreakable Kimmy Schmidt
- Paolo De Santis in When They See Us
- Lorenzo Scattorin in Attrazione fatale

Da doppiatore è sostituito da:
- Francesco Prando ne I Simpson